# Asamkirche
La Asamkirche (église Asam ou église Saint-Jean-Népomucène) est une église de Munich, construite entre 1733 et 1746 dans le style baroque et rococo par les frères Asam, Côme Damien Asam et Egid Quirin Asam. Cette église est considérée comme un chef-d'œuvre de l'architecture baroque de style tardif d'Allemagne du Sud et de Bavière.

## Historique

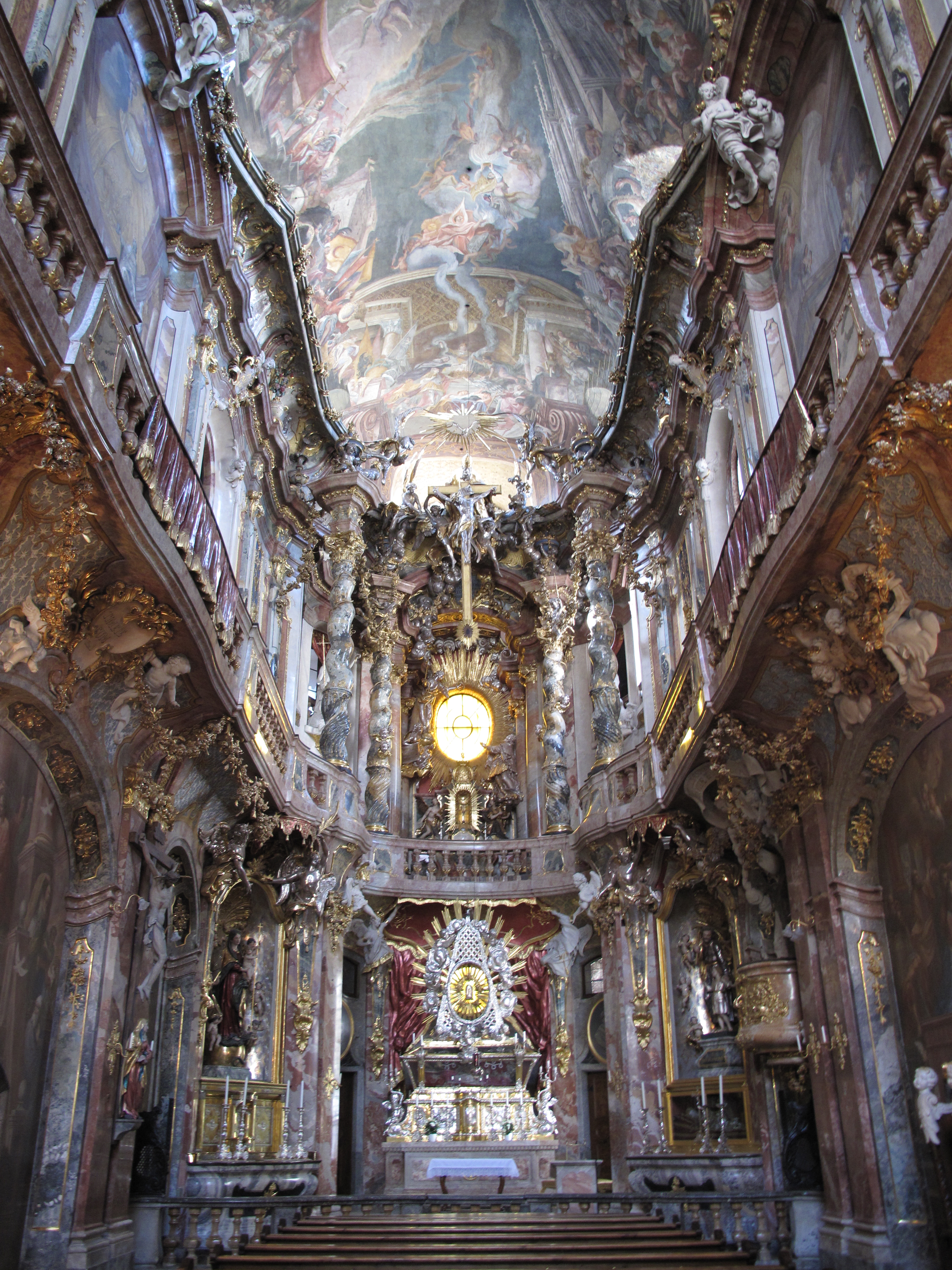
Intérieur de l'église.

Cette église a été construite par les frères Asam pour leur servir de chapelle privée ; Egid Quirin projetait d'y être enterré. Finalement, elle a toujours été ouverte aux fidèles. Ceux-ci protestant de ne pouvoir être admis, les frères Asam se sont rendus à leur désir. Dédiée à saint Jean Népomucène, martyr de la confession, alors récemment canonisé, elle a permis aux deux frères de donner libre cours à leur inspiration, sans se plier au goût d'un commanditaire. Egid Quirin Asam pouvait la voir d'une fenêtre de sa maison (construite en 1733) attenante le maître-autel.

L'église, dont la façade est alignée sur les autres édifices de la rue Sendlinger, mesure 22 × 8 m. L'intérieur est décoré sur deux étages de représentations baroques de saints, de volutes et d'angelots. On remarque sept confessionnaux finement sculptés et nombre de peintures magistrales de style rococo. En entrant à gauche, le Christ fouette les marchands du temple. À droite, il lave les pieds des pauvres. Ce sont les deux piliers : la lutte contre le mal et l'action charitable.

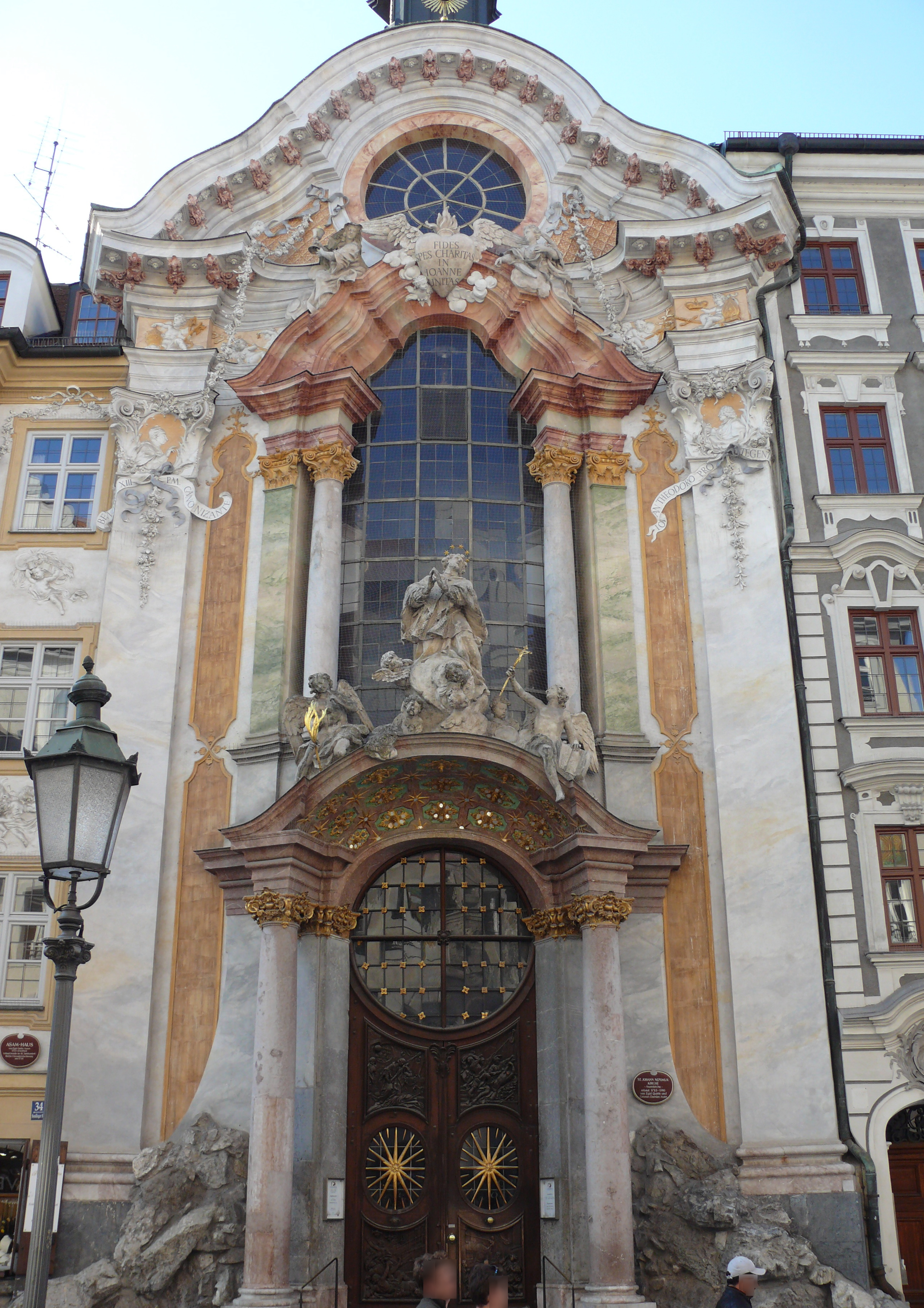
Façade de l'église
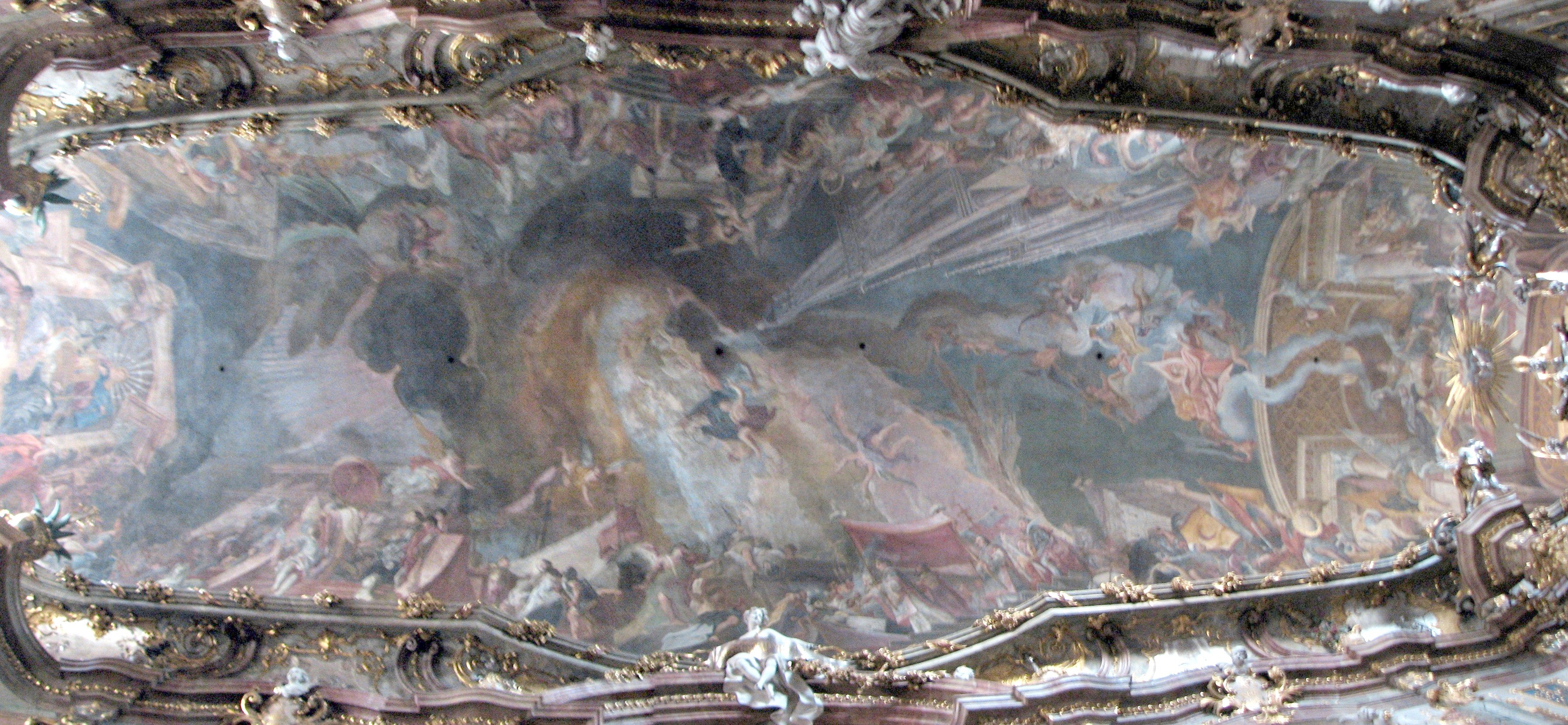
Plafond
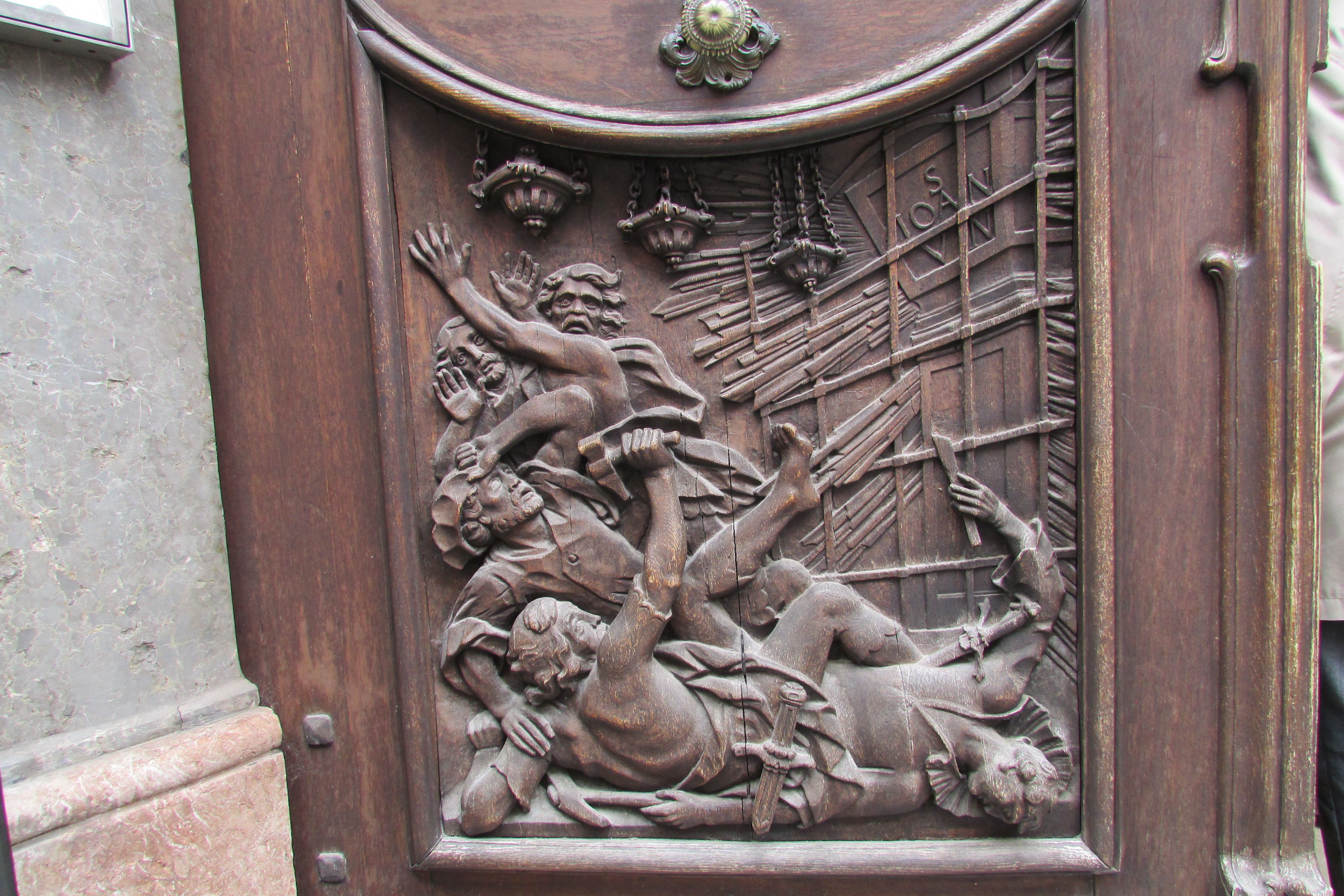
détail de la porte
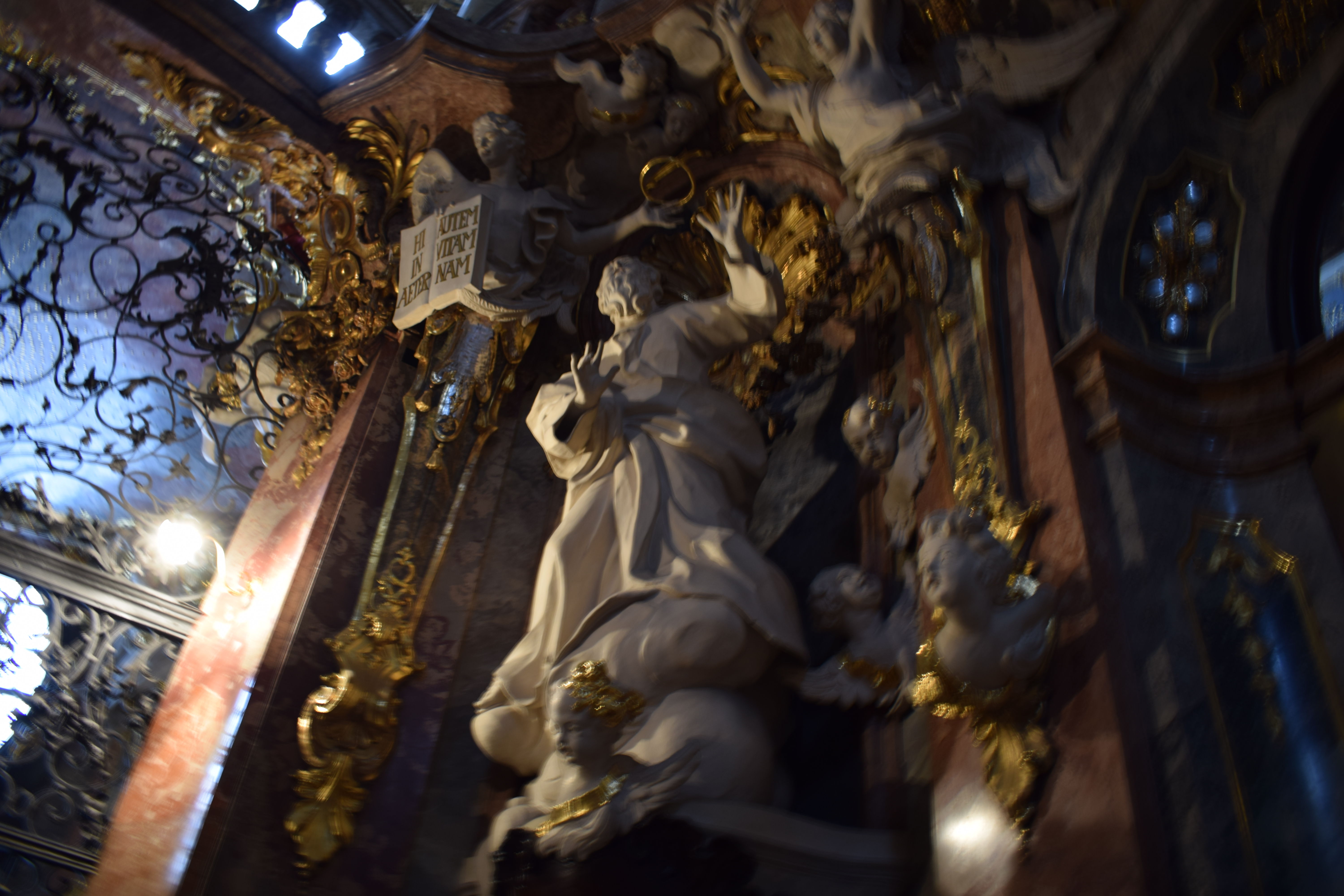
Statue